# برویتسه
برویتسه (به لهستانی:  Brojce) یک روستا در لهستان است که در Gmina Brojce واقع شده‌است. برویتسه ۱٬۲۷۹ نفر جمعیت دارد.